# 克里夫兰地铁

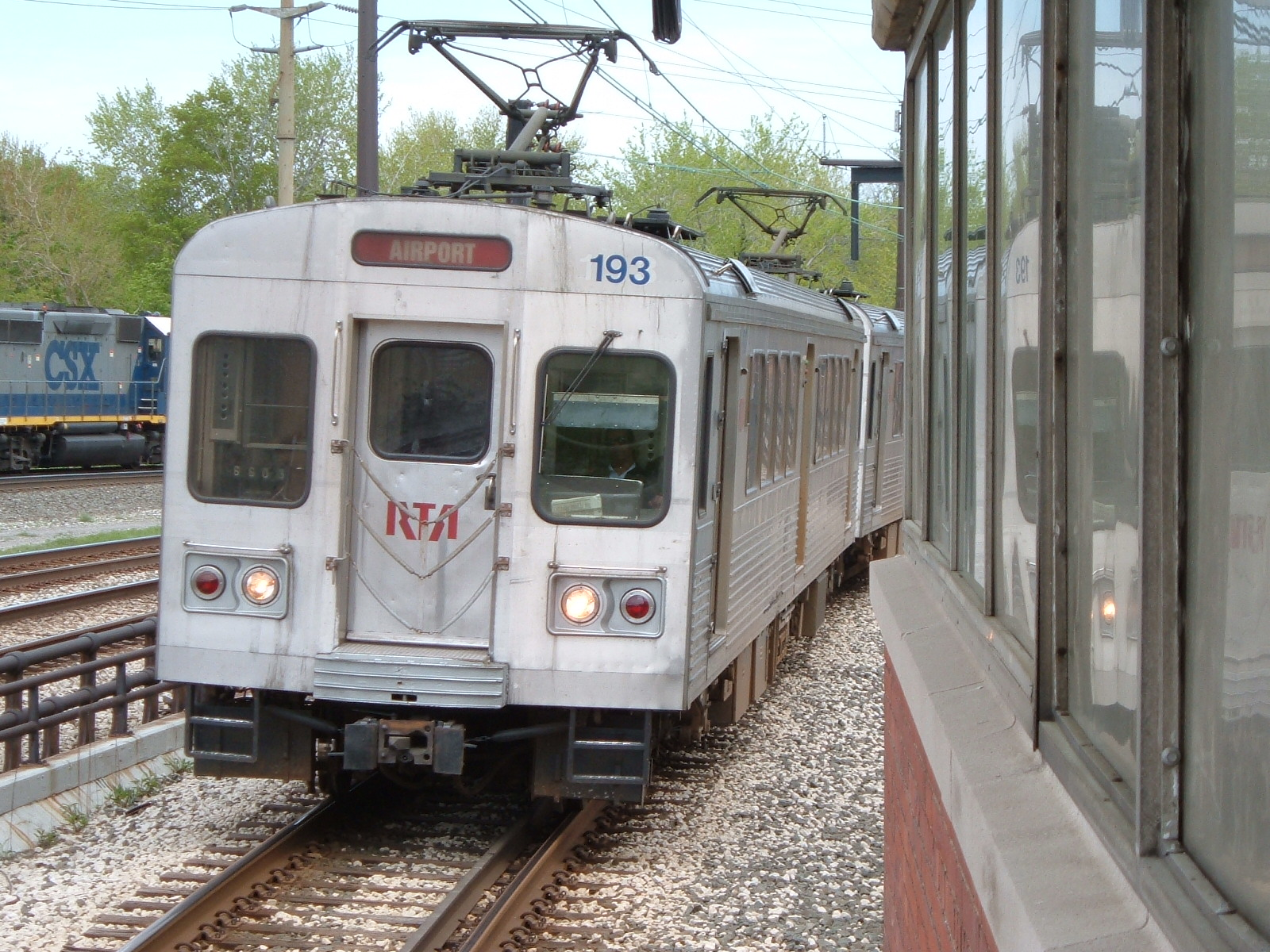
红线列车

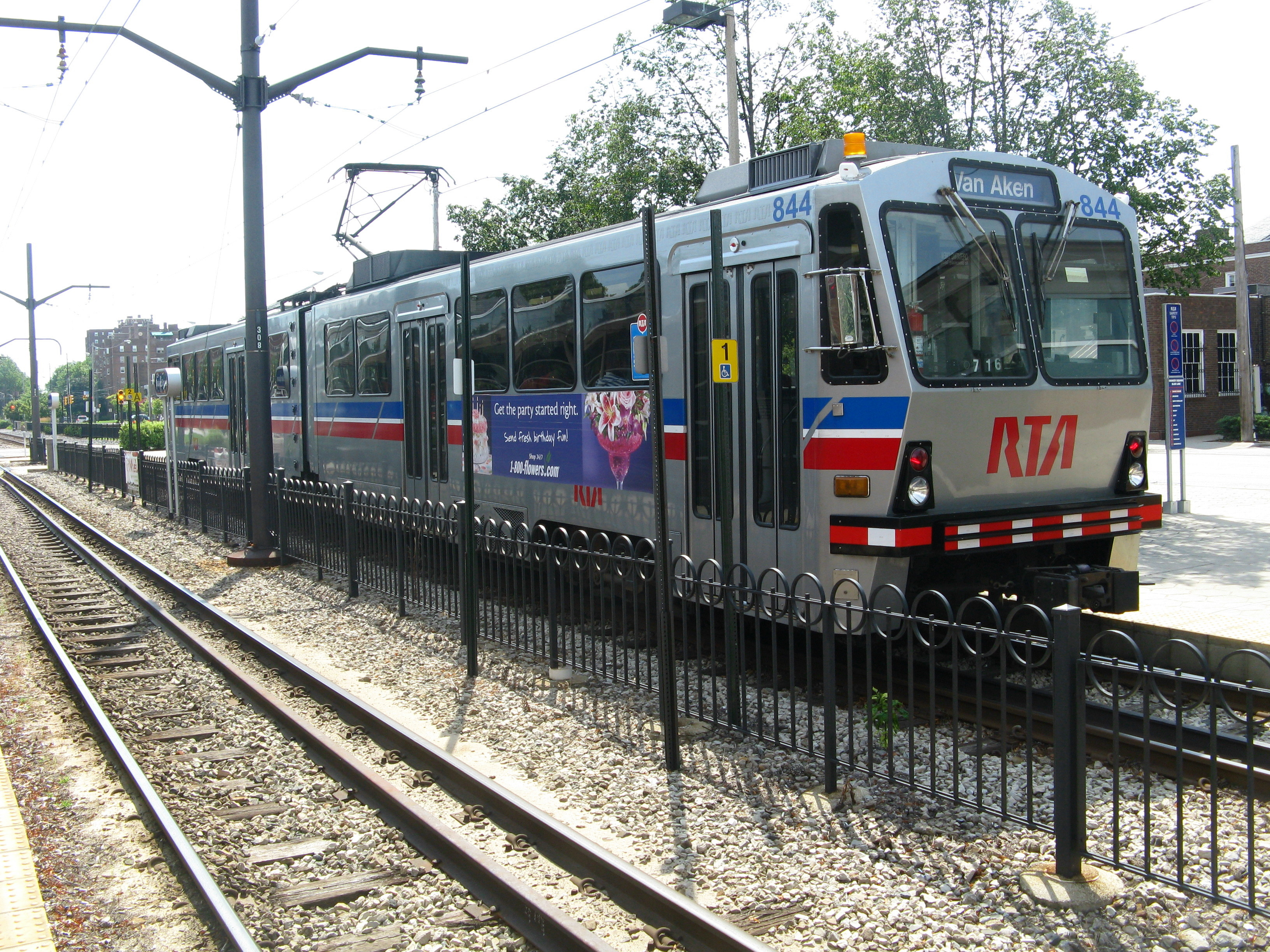
轻轨

克利夫兰地铁（英語：RTA Rapid Transit）是在美国俄亥俄州克利夫兰市及其周边地区由大克利夫兰地区交通局运营的地铁系统。该系统由一条地铁（红线）、两条部分共线的轻轨（蓝线及绿线）组成。

## 路線

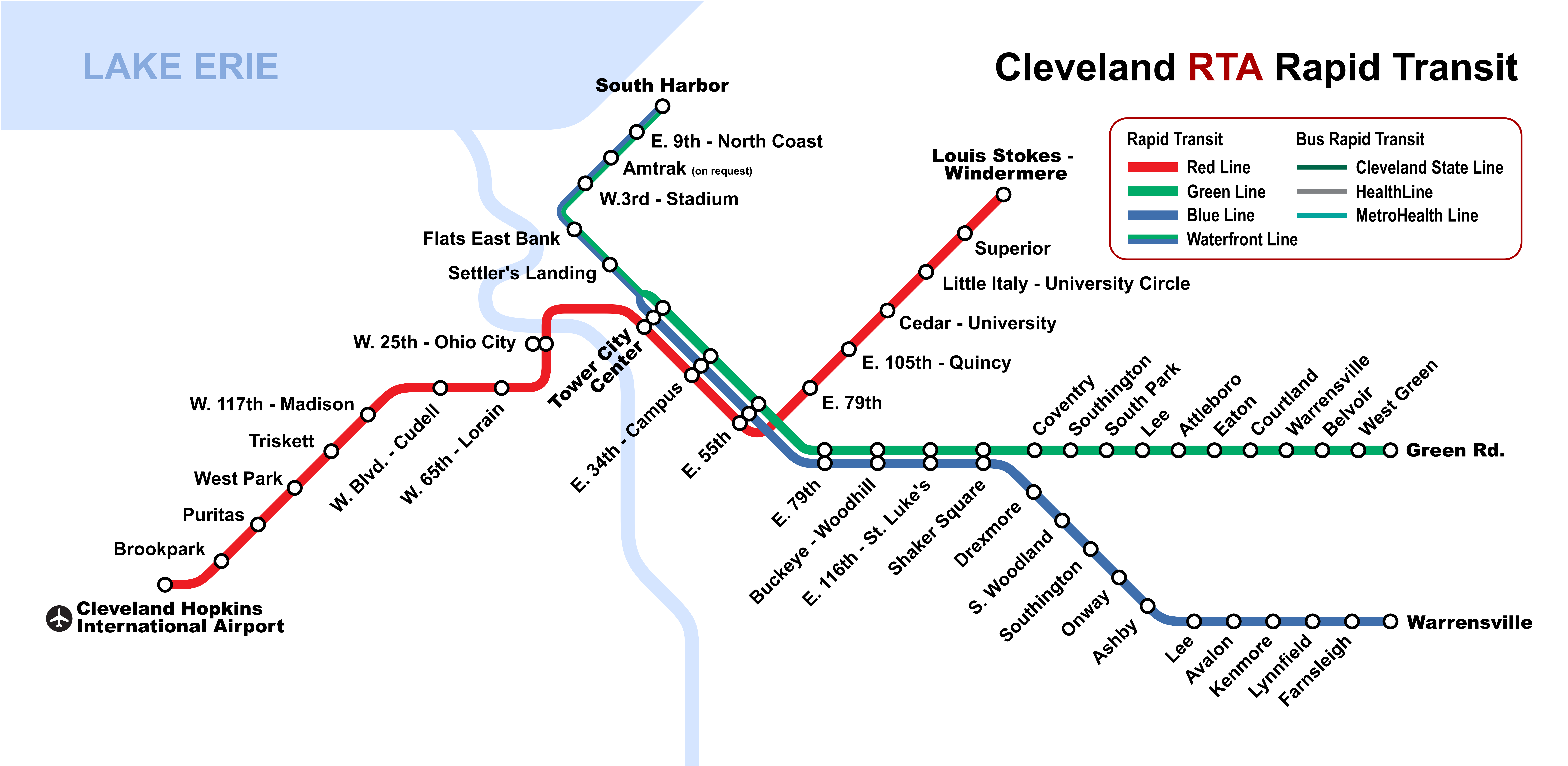
克利夫兰地铁地图

| 线路       | 长度     | 车站 | 起站   | 迄站                      | 种类 |
| ---------- | -------- | ---- | ------ | ------------------------- | ---- |
| 紅線       | 31.0公里 | 18站 | 機場   | 溫德米爾的路易斯·史托克斯 | 地鐵 |
| 藍線       | 14.8公里 | 18站 | 陶爾城 | 陶爾城                    | 輕軌 |
| 綠線       | 15.7公里 | 7站  | 陶爾城 | 格林路                    | 輕軌 |
| 瓦特坊特線 | 3.3公里  | 14   | 南港灣 | 陶爾城                    | 輕軌 |

### 红线
红线长31公里，18个车站，除了途径克利夫兰机场和市中心塔城（曾经是克利夫兰联合车站的摩天建筑）有大概1公里长的地下段以外，绝大多数都是在地面运行。1990年开始，红线的车站陆续被翻新或重建，工程仍在进行当中。

### 蓝线和绿线
蓝线和绿线，34 个车站，在市中心部分跟红线共线，共线的三个车站有特别的低地板区域供轻轨车辆靠站。在向东过了 Shaker Square 后，绿线沿着 Shaker Blvd 开往 Green ，蓝线则沿着 Van Aken Blvd 开往 Warrensville。蓝线和绿线现在的北端终点其实是一条新建的水岸线，从 Tower City 开出，开往港口区域及足球场、摇滚名人堂。

### 健康快线
健康快线是一条BRT线路，原来叫银线，后来此线路命名权卖给了当地的医院，故改名为“健康快线”。